# 反英
| 国别       | 正面 | 负面 | 中立 | 正负面差 |
| ---------- | ---- | ---- | ---- | -------- |
| 巴基斯坦   | 39   | 35   | 26   | 4        |
| 西班牙     | 41   | 36   | 23   | 5        |
| 土耳其     | 39   | 30   | 31   | 9        |
| 中國       | 39   | 26   | 35   | 13       |
| 墨西哥     | 40   | 25   | 35   | 15       |
| 印度       | 43   | 27   | 30   | 16       |
| 德国       | 51   | 34   | 15   | 17       |
| 秘魯       | 41   | 21   | 38   | 20       |
| 巴西       | 45   | 25   | 30   | 20       |
| 俄羅斯     | 44   | 16   | 40   | 28       |
| 智利       | 45   | 15   | 40   | 30       |
| 印度尼西亞 | 59   | 26   | 15   | 33       |
| 以色列     | 50   | 6    | 44   | 44       |
| 日本       | 47   | 2    | 51   | 45       |
| 奈及利亞   | 67   | 22   | 11   | 45       |
| 英国       | 72   | 23   | 5    | 49       |
| 法國       | 72   | 20   | 8    | 52       |
|            | 73   | 18   | 9    | 54       |
|            | 74   | 14   | 12   | 60       |
|            | 74   | 10   | 16   | 64       |
|            | 78   | 9    | 13   | 69       |
| 加拿大     | 80   | 9    | 11   | 71       |
| 美国       | 81   | 10   | 9    | 71       |

反英情绪（英语：Anti-British sentiment）是对于英国政府、英国文化、英国人或英国海外领土公民的偏见、恐惧或仇恨。

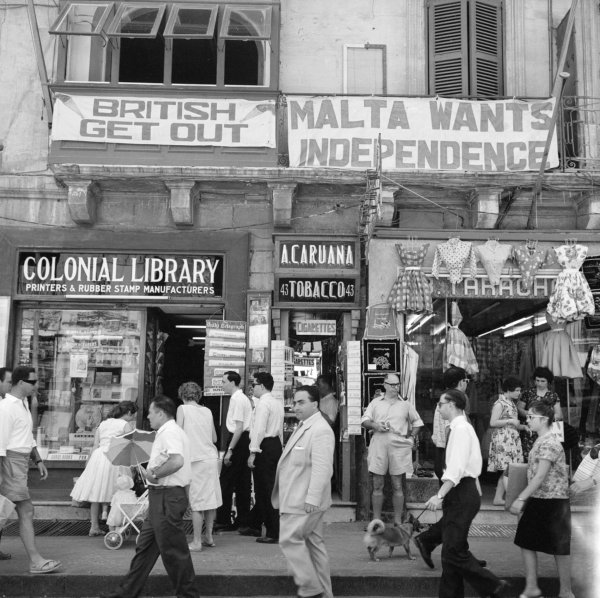
一张带有反英、支持独立标志的商店的照片，1960年，马耳他首都瓦莱塔

## 各地反英情形

### 阿根廷
阿根廷的反英情绪主要来自于福克兰群岛领土争端与1982年和英国的马岛战争。对此，反英抗议和破坏行为高涨。

### 危地马拉
因为伯利兹-危地马拉领土争端，危地马拉具有强烈的反英情绪。危地马拉声称英国没有履行数项条约。

### 印度
在印度独立运动时期，这种情绪十分普遍。

### 伊朗
反英情绪，有时被（不正确地）描述为仇英，被形容为“深深地扎根于伊朗文化”，并且据报道称在伊朗越来越普遍。在2009年7月，由于被指控干扰2009年伊朗总统选举，一名哈梅內伊的顾问称英国“比美国更糟”。在20世纪上半叶，大英帝国为了控制来自英伊石油公司的收益，对伊朗施加政治压力。因此，英国的影响力被广泛认为是在20世纪20年代卡扎尔王朝倒台，随后穆罕默德·礼萨·巴列维的登基以及推翻首相穆罕默德·摩萨台背后的影响力。
2010年8月9日星期一，伊朗资深部长及副总统穆罕默德-禮薩·拉希米声称英国人是“愚蠢的”和“没有人性”。他的评论引起了英国驻伊朗大使贾斯以及英国媒体的批评和谴责。
2011年11月，伊朗议会投票决定对与英国关系进行降级后，英国开始制裁伊朗的核计划。据报道，政客们高呼“打倒英国”。2011年11月29日，伊朗学生在德黑兰冲进英国大使馆，洗劫办公室，砸碎窗户，高喊“打倒英国”，并焚烧英国国旗。

### 爱尔兰
仇英的爱尔兰民族主义有着悠久的传统。在很大程度上，这是由于根植于来自多数是英国国教徒的盎格鲁-爱尔兰上层阶级人士，对人数众多的天主教穷人的仇恨感。在爱尔兰后饥荒时期，反英情绪被引入到哲学，并作为爱尔兰民族主义运动的基础。在20世纪之交，凯尔特人复兴运动进行了一项调查，题为“反殖民主义和反英情绪剧增的社会下的文化和国家认同感”。
在布尔战争期间，在爱尔兰民族主义者的反英情绪加剧，导致仇外情绪转向仇英情绪。2011年，由于101年间第一位访问爱尔兰的君主伊丽莎白二世的到访，反英情绪再次高涨。反女王的示威游行在2月26日由一群爱尔兰共和党人在都柏林邮政总局前进行，同时一场模拟审判和伊丽莎白二世肖像的斩首仪式由一个社会主义共和团体进行。其他抗议活动包括一名都柏林税吏（凯尔特人球员安东尼·斯托克斯之父）挂横幅，宣称“女王永远不会在这个国家受到欢迎”。

### 以色列
在以色列，反英情绪根植于英国在历史上巴勒斯坦托管地的统治和政策；在现代则根植于英国媒体反以色列的立场。
根据2009年上半年在英国境内609起反犹太人的事件，以及众多英国组织抵制以色列的宣言，一些以色列人声称英国是反以色列和反犹太主义的。据埃坦·吉尔伯称，“英国媒体系统性地支持巴勒斯坦人，并公开其对以色列带有偏见的政策报告。左翼报纸卫报和独立报定期发表指责、反以色列的社论，并且其在以色列的记者寄给报社带有偏见，有时甚至是虚假、错误的报导。著名的英国广播公司则长期以来作为巴勒斯坦宣传的传声筒。”在2010年，前任右翼团体“强国教授”主席罗恩·布雷曼在以色列的主流报纸之一的国土报上声称英国已经扶植并为以色列在约旦阿拉伯区域的敌人进行武装。他将英国媒体描述为反以色列的并称英国“荣光已逝”。他同时指責英国控制苏格兰、威尔士和北爱尔兰，并接着声称英国占领了爱尔兰岛。他还声称，通过占领福克兰群岛，英国是“欧洲式虚伪”的最佳例子，他还同时批评了英国“可耻的行为”。

### 中国
清朝
中国清代的反英情绪主要来源是侵略问题。19世纪前，英国已经通过鸦片贸易扭转了英国与中国间的贸易逆差，但鸦片导致的上瘾和经济问题等诱发犯罪活动，而且导致吸食者身心健康严重受损，因此中国民众对英国的反感情绪略比其他洋人严重。1842年中国在鸦片战争中战败，英国通过南京条约得到香港岛，此后近一百年间，英国陆续通过多个条约获得在华特权，例如租界和通商权和传教权。信奉自由主义的英国将中国视为未开化国家，其国民深受压迫，需要英国人用宗教来解救，必要时需要动用武力，而经济利益则是最重要的幕后推手。而在保守主义和华夷之辩盛行的中国，英国被视为蛮夷，英国对中国的干涉是侵略性的，是对中国传统文化和生活方式的毁坏和威胁。
中华民国
清朝灭亡时，中国革命党领导者大部分有日本留学经历，所以革命经费和准备活动地往往是日本，但孙中山则有在英国的生活经历。对于孙中山而言，清朝的立宪派不可靠，其中很多人仍旧是旧势力的代言人，所以有复辟的可能性，所以英美的资本主义民主体制（英国君主基本没有实权）更有利于中国革命。
但租界和特权的存在依旧令中国大部分精英阶层对英国表现出冷淡或排斥，因为过度接近英国有可能会被冠上卖国贼的称号。在英国粗暴干预国民革命军的北伐后，革命军于1926年收回汉口和九江英租界的事件令精英阶层中的民族主义回潮，反英情绪高涨。
1943年，由于二战期间中国国民政府与英美同属反法西斯阵营，加上日本在珍珠港事件后对欧美租界的侵略已经实际上把租界废除了，二戰取得勝利後，英国顺水推舟把在华特权取消，即使香港繼續由英國管治，这段时间亦淡化了反英情緒。
汪精卫政权

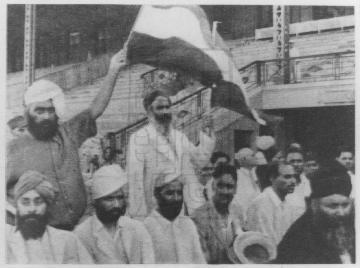
参加印度反英独立运动大会的在沪印度侨民

抗日战争期间，作为日本傀儡国的汪精卫政权成立中华民族反英美协会，组织反英活动。1942年9月11日，印度反英独立运动大会在上海市静安寺路跑马厅召开。日本在珍珠港事件后攻占或接收的在华英租界也被交给汪精卫政权管理，实际上等同于交还中国。
中华人民共和国
由于战后英国在国际事务上追随美国，加上中国民众对于外来侵略的痛恨，以及建国后广泛宣扬的马克思主义对殖民主义和帝国主义的批判，中国民间对英国的敌意明显增加。
1967年英国对于香港左派暴动的镇压和中国官方在国内的宣传引导导致中国民间反英情绪高涨，加上文化大革命的狂热情绪，发生了火烧英国驻华办事处的事件。中英关系跌入谷底。
改革开放后直到2013年前，由于对外部世界的认知发生转变，加上经济合作有利可图以及出于学习外国先进经验的考量，中国官方对英国的敌对情绪逐渐缓和。这一时期英国文化在中国的经济发达地区广泛传播，中国民众对英国的认知因英国发达的经济和福利而提升，英国的文化符号例如米字旗和伦敦地标建筑等出现在中国城市中。
2014年香港占中事件及港府的处置措施令英国认为中国违反了中英联合声明，干预和摧毁香港的民主体制，因此英国提升了对香港反对派的支持，中国政府认为此举表明英国粗暴干预中国内政，中英关系开始走下坡路。
2018-2019年香港的反送中运动中这种情况再次出现并更加恶化，中英关系进入不确定期。加上中方的战狼外交和英国追随美国放弃使用华为设备，以及中方不承認BNO護照為有效旅行證件，使两国关系持续恶化，民间的反英情绪在政府的宣传和引导下进一步高涨。2021年英国宣布将向南海争议海域派遣军舰后中英关系进一步恶化，反英情绪更加高涨。